# 金潤作
金潤作（1922年1月15日—1983年），原名金丙丁，臺灣畫家、工藝與平面設計師，出生於臺灣日治時期臺南市。

## 生平
金潤作於1937年赴日本內地求學，於大阪府立工藝學校（今大阪市立工藝高等學校）就讀，並於私立大阪美術學校學習西畫，並師事小磯良平學習純繪畫。1944年因戰事混亂返臺。
1948起參與《青雲美術會》五年餘，1949獲台灣省全省美術展覽會（簡稱省展）之「無鑑查」參展，同年也獲臺陽美術協會邀請成為會員，連續七年以免資格審查參展至1956獲聘為省展西化部審查委員，1954年則參與承接《Mouve美術集團》精神的《紀元美術會》。
1957年獲聘為臺灣手工業推廣中心研究員赴日考察，後出任木柵試驗所技術員及所長，同時餘1958接任臺灣省立法商學院（今國立臺北大學）「駝鈴美術社」指導老師，在此期間有最多關於他對現代藝術理念的闡述。
早期有人物化、風景畫與靜物畫等油彩創作，1950至60年代短期有立體主義風格之油畫創作，以及幾何構成之平面設計，另有採用勃拉克技法的油畫系列。1960年代的畫作則顯著受到保羅·克利的影響，後有系列花卉與水果靜物油畫。